# The Redwoods
The Redwoods est un court-métrage documentaire américain réalisé par Trevor Greenwood et Mark Jonathan Harris, sorti en 1967.
Il a été réalisé dans le cadre d'une campagne pour sauver le Parc national de Redwood en Californie.
Il a remporté l'Oscar du meilleur court métrage documentaire en 1968.

## Fiche technique
- Réalisation : Trevor Greenwood et Mark Jonathan Harris
- Scénario : Mark Harris
- Photographie : Richard Chew
- Montage : Richard Chew
- Production : King Screen Productions
- Durée : 21 minutes

## Distribution
- Kieth Griggs : narrateur
- William Turner : narrateur

## Distinctions
- 1968 : Oscar du meilleur court métrage documentaire[1]